# Burg von Sopot (Albanien)

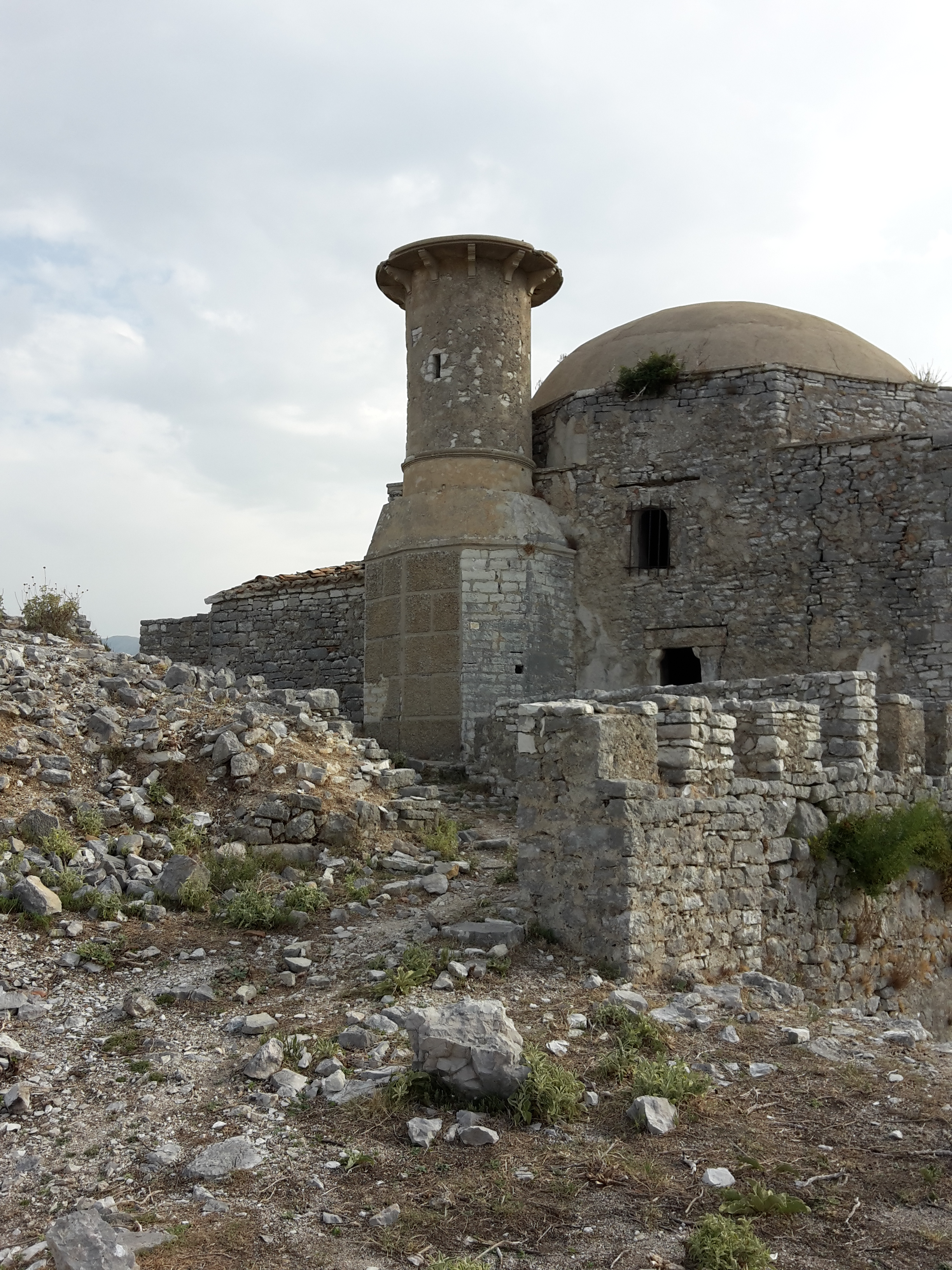
Moschee des Hadschi Bendo innerhalb der Burgmauern

Die Burg von Sopot (albanisch Kalaja e Sopotit oder Kalaja e Borshit) gilt zusammen mit der innerhalb der Burgmauern liegenden osmanischen Moschee des Haxhi Bendo (albanisch Xhamia e Haxhi Bendos) als Wahrzeichen des Ortes Borsh in Südalbanien. 

## Lage

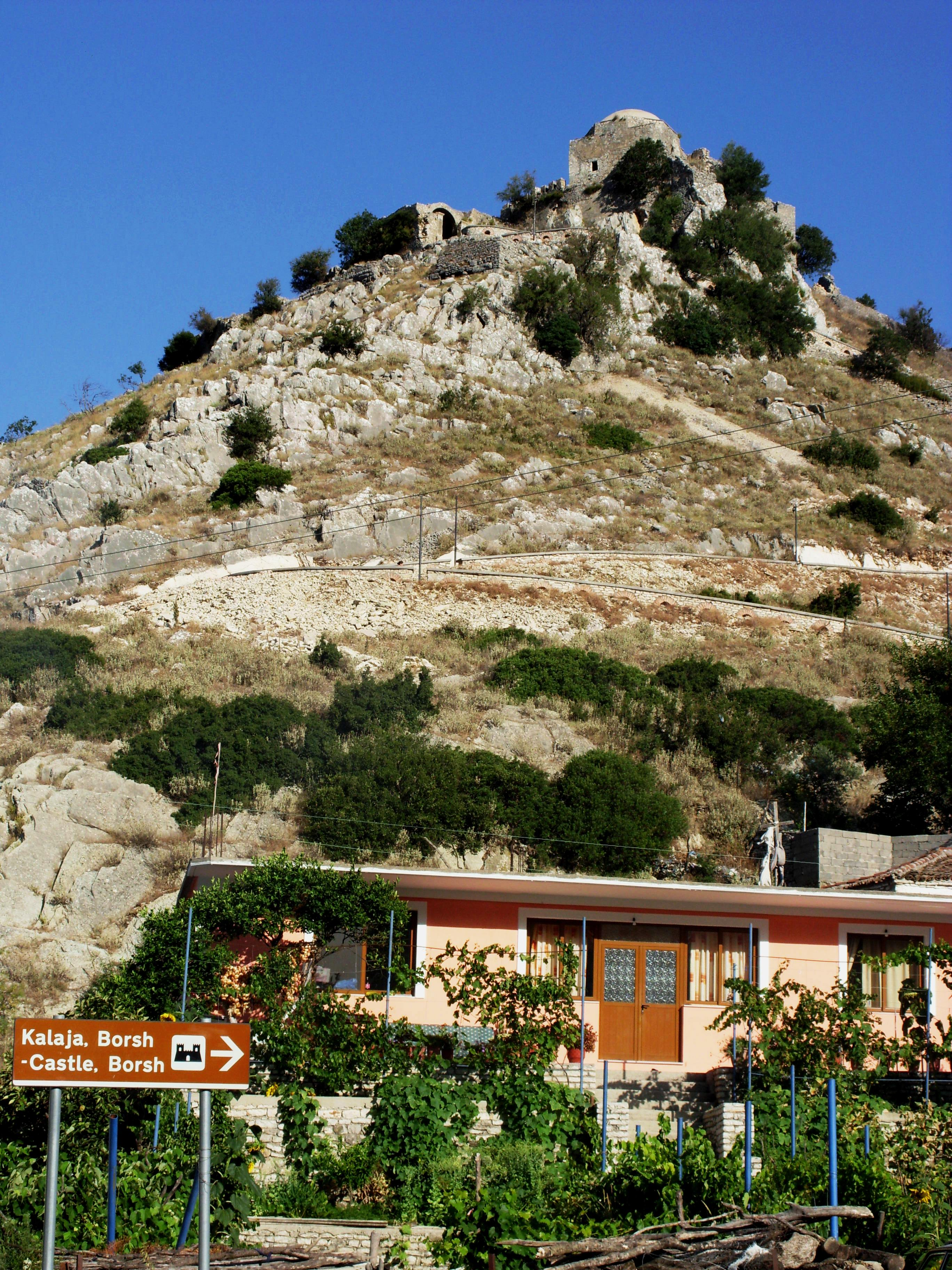
Der Hügel Sopot über dem Dorf Borsh

Die Burg und die Moschee befinden sich direkt an der Albanischen Riviera hoch über der Küste des Ionischen Meeres. Der Burghügel Sopot erreicht eine Höhe von 326 m ü. A. und fällt steil nach Norden, Westen und Süden ab. Die Burg, hoch über dem Dorf und der Schlucht von Borsh gelegen, schützt den Zugang von der Küste ins Landesinnere in Richtung Fterra, Kuç, Kurvelesh und Shushicatal (in Richtung Amantia) und den Weg zwischen Chaonien und den illyrischen Zentren Mittelalbaniens und rund um Vlora.

## Geschichte
Die Geschichte der osmanischen Burganlage reicht bis in die Antike zurück. Die Befestigungen folgen der Spur einer Akropolis. Danach wurde jene insgesamt vier Mal wiederaufgebaut, unter anderem in der byzantinischen Ära sowie nach der Eroberung der Region durch die Osmanen.
Früheste Funde im Burgareal gehen ins 12. Jahrhundert v. Chr. zurück, als in der Bronzezeit eine Befestigung gegen die Dorer angelegt wurde. Im 4. Jahrhundert v. Chr. entstand eine kleine Siedlung westlich der Akropolis. Noch im 1. Jahrhundert v. Chr. wurde die Siedlung aufgegeben.
Erst im 13. Jahrhundert wurde der Ort wieder erwähnt. Der Name Sopot stammt aus dem Slawischen. So ist dieser Name etwa als Name der früher deutsch besiedelten Stadt Sopot in Westpreußen anzufinden. Al-Idrisi, der arabisch-moslemische Kosmograph des Königs Rugher von Sizilien, nennt diesen Ort in seiner Arbeit „Kitab Rudschar“ Sopot. In mittelalterlichen griechischen Quellen wird die Burg Sopoton oder Sopotos genannt, wovon der Name des Ortes in anderen Sprachen abstammt. Sein Hafen wird in griechischen Portolanen unter dem Namen Gazopolis erwähnt. Hierbei hat es (noch) nichts mit dem arabischen beziehungsweise türkischen Titel Ghâzi zu tun.
In der Zeit bis zur türkischen Einnahme Anfang des 15. Jahrhunderts und darüber hinaus wechselte der Besitzer der Burg wiederholt. Der Erzbischof Demetrios Chomatenos schrieb hier das „Archontat von Sopotos“ (altgriechisch ἀρχοντία Σοπωτοῡ archontia Sopotou), als es Teil der Region Vagenetia war. Im Jahre 1258 gab der Despot des Epirus Michael II. Komnenos Dukas die Burg zusammen mit Buthrotum und der Insel Korfu als Mitgift für seine Tochter Helena an Manfred von Sizilien. Doch schon alsbald kam die Burg unter epiriotische Kontrolle zurück, bevor sie wieder von Nikephoros I. Komnenos Dukas im Jahre 1279 an Karl I. von Anjou abgetreten wurde. In den folgenden Jahrzehnten geriet das Gebiet wieder in epiriotische Hände, doch in dem Aufstand des Epirus gegen die Paläologen und die Byzantiner (1338/39) waren die Burgbewohner dem Kaiser Andronikos III. Palaiologos gegenüber treu.
Nach dem erfolgreichen Eroberungsfeldzug der osmanischen Türken 1417 listet ein Kataster aus dem Jahre 1431 Sopot als einen Hügel mit 60 Haushalten sowie als Hauptstadt einer Nahiye auf. Im Jahre 1456 agierten die Einheiten des Königs Alfonso V. von Aragon im Gebiet von „Sobato“ gegen die Osmanen. 1470 geriet Sopot unter venezianische Kontrolle, genauer gesagt unter den Rechtsbereich des Gouverneurs von Korfu. Am Ende des osmanisch-venezianischen Krieges von 1463 bis 1479 erhoben die Osmanen Anspruch auf die Burg und bekamen sie schlussendlich auch zugesprochen. 1488 führten einige örtliche Albaner einen Aufstand gegen die osmanische Regierung. Im 16. Jahrhundert war Sopot – mit Unterstützung lokaler Aufständischer – wiederum venezianisch.
1798 hatte Ali Pascha von Janina die Burg, wie auch die ganze Region, unter seiner Kontrolle. Nach seinem Tod 1822 wurde der Hügel aufgegeben.
Eine erste archäologische Beschreibung erfolgte in den 1930er Jahren. 1971 wurde das Areal kartographiert. Ausgrabungen erfolgten zwischen 1976 und 1990.

## Beschreibung

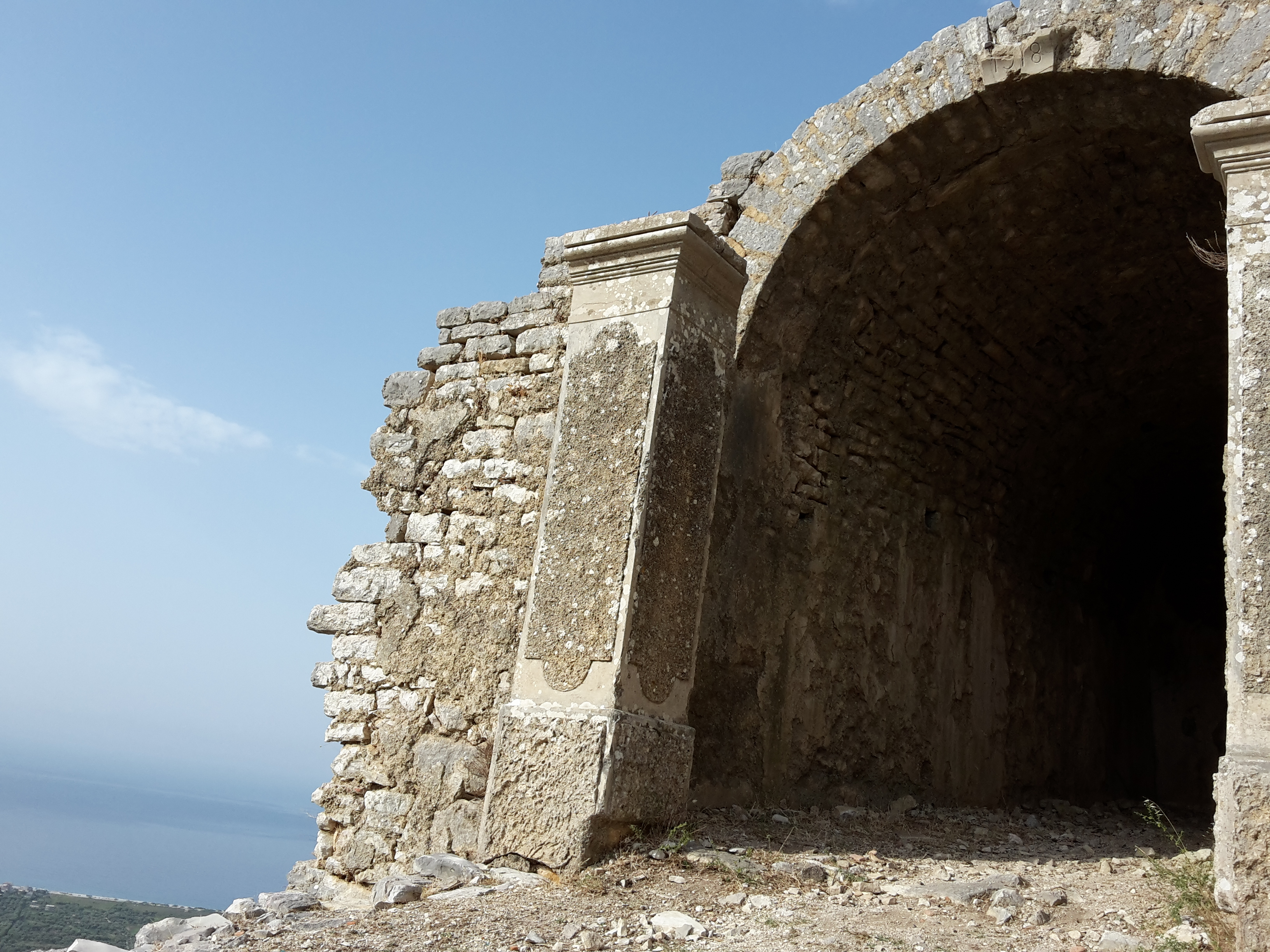
Eingang zur Burg

Sowohl die Burg als auch die Moschee befinden sich in einem ruinösen Zustand. Es sind Reste der Mauern und von Türmen aus verschiedenen Epochen erhalten. Die rund 1000 Meter langen Mauern der Burg, die weiterhin den antiken Befestigungsanlagen entsprechen, haben unter der osmanischen Herrschaft überlebt. Im Inneren wurde die mittelalterliche Befestigung durch eine Mauer in zwei getrennt. Dreieckige Türme wurden später hinzugefügt, wahrscheinlich in der mittelbyzantinischen Epoche. Im Inneren der Burg stehen Ruinen verschiedener Gebäude und Zisternen. Mittelalterliche Wohngebäude wurden auf Terrassen angelegt.
Die Moschee von Haxhi Bendo, das einzige stehende Gebäude der Anlage, wurde vermutlich Ende des 17. Jahrhunderts aus dem lokalen Material erbaut. Anders als die byzantinisch-griechischen Kirchen und Klöster der Region wurde die Moschee nach dem Ende des Kommunismus in Albanien bislang nicht restauriert. Es handelt sich um einen Bau vom in Albanien häufigen Typ einer Einkuppelmoschee. Der quadratische Bau hat ein Ausmaß von rund acht Metern Seitenlänge. Nördlich angebaut ist eine mit Ziegeln überdachte Vorhalle (hajat) mit drei Steinbögen. An der Südfassade befindet sich der Mihrāb. In der Nordwestecke befindet sich der Rest des Minaretts. Die Kuppel ist heute mit Beton überzogen. Namensgeber Haxhi Bendo Vasili (oder auch Haxhi Bedo) war Sohn des orthodoxen Vasallen Vasili, der im Dienst von Ali Pascha von Janina stand und in den Dörfern von Souli (1805–1813) operierte. Er starb zusammen mit seinem Bruder Ali Vasili im Kampf gegen die Soulioten auf mesolonischem Gebiet.
Südlich außerhalb der Stadt wurde eine antike Nekropole gefunden.